# Oblivion Clock
Oblivion Clock prvi je EP norveškog avangardnog metal sastava Virus. EP je 1. prosinca 2012. godine objavila diskografska kuća Duplicate Records.

## O albumu
Oblivion Clock izvorno je nosio radni naslov Flux the Fluent te je bio sniman u periodu od 2001. do 2012. godine na različitim lokacijama.
Ovo je posljednje glazbeno izdanje sastava s gostujućim basistom i klavijaturistom Bjeimom. Kao dodatni gostujući basisti na albumu pojavili su se Plenum, tada bivši basist sastava te Bård Ingebrigtsen. Naslovnicu EP-a načinio je bubnjar Einar Sjursø.

## Popis pjesama
| 1.    | »Oblivion Clock«                        | 5:47 |
| 2.    | »Inverted Escape«                       | 4:04 |
| 3.    | »The Pull of the Crater«                | 5:16 |
| 4.    | »Gaslight Exit« (instrumental)          | 3:13 |
| 5.    | »Saturday Night Virus«                  | 4:17 |
| 6.    | »Seen in the Sediments«                 | 5:42 |
| 7.    | »Shutout« (obrada The Walker Brothersa) | 3:11 |
| 31:30 |                                         |      |

## Članovi sastava
| Virus - Einz – bubnjevi, naslovnica, produkcija - Czral – vokali, gitara, produkcija Ostalo osoblje - Zweizz – tekst (na pjesmi 5) | Dodatni glazbenici - Plenum – bas-gitara (na pjesmama 1 i 5) - Bård – bas-gitara (na pjesmi 7) - Bjeima – bas-gitara (na pjesmama 2, 3 i 6), klavijature, glazbeni uzorci, produkcija |